# Chety (Beni Hasan)

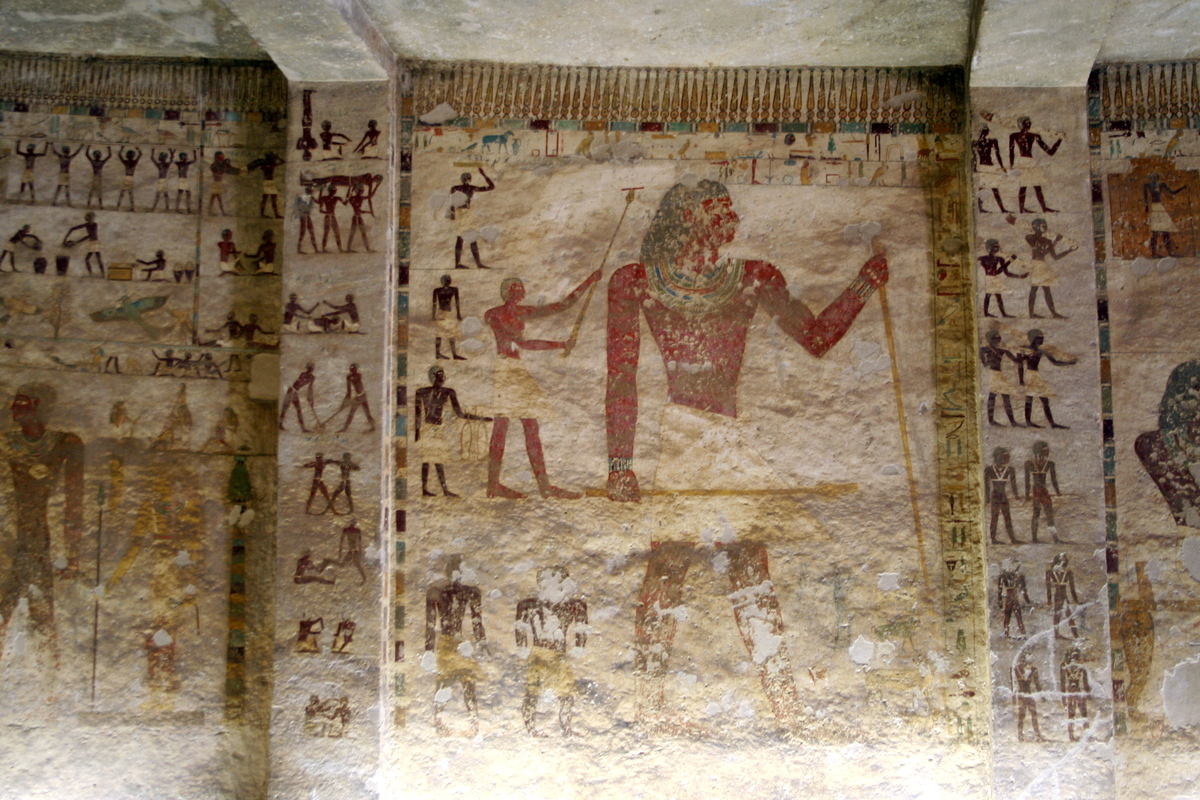
Darstellung Chetys in seiner Grabkapelle

Chety war ein lokaler Fürst im Alten Ägypten zur Zeit der 12. Dynastie. Er ist vor allem durch sein Grab in Beni Hasan (BH 17) bekannt.
Seine Haupttitel waren Großes Oberhaupt des gesamten Säbelantilopengaues, Vorsteher der Truppen an den geheimen Orten und Bürgermeister. Er war damit Gaufürst im Säbelantilopengau. Sein Vater war wahrscheinlich Baket III. Als seine Gemahlin wird eine gewisse Chnumhotep genannt, als Sohn erscheint im Grab Chety, der offensichtlich nach seinem Vater benannt wurde. Die Grabkapelle, die in den Felsen gehauen ist, besteht aus einem einzigen Raum mit sechs in den Felsen gehauenen Säulen. Die Wände der Kapelle zeigen zahlreiche Szenen, vor allem Handwerker und Bauern bei der Arbeit. Mehrmals sind Chety und seine Gemahlin dargestellt. Typisch für die Grabkapellen in Beni Hasan sind auch die Darstellungen von Ringern und die Belagerung einer Festung (oder Stadt). Erwähnenswert ist auch eine Hieroglyphe, die ein Paar beim Liebesspiel zeigt. Dieses Bild wurde von der Lepsius-Expedition kopiert und publiziert, während die Neupublikation des Grabes von 1893 diese Szene wohl aus Prüderie ausließ und auf die ältere Lepsiuspublikation verweist.

## Paar beim Liebesspiel

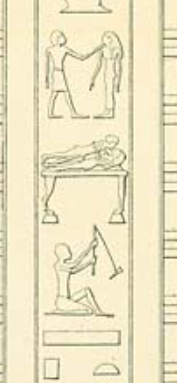
Lepsius-Publikation
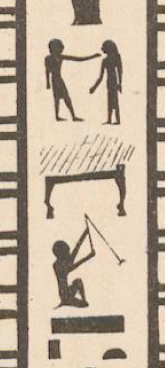
Newberry-Publikation